# Mathilde van Beieren (1877-1906)

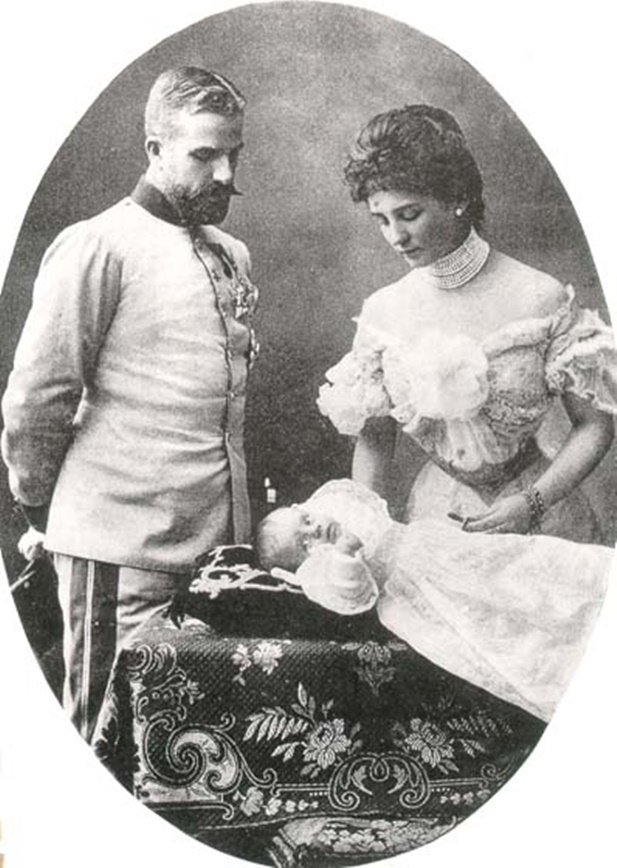
Mathilde met haar man en zoontje Anton

Mathilde Theresia Henriette Christine Luitpolda van Beieren (Lindau, 17 augustus 1877 - Davos, 6 augustus 1906), was een Beierse prinses. 
Mathilde was het zesde kind en de derde dochter van koning Lodewijk III van Beieren en Maria Theresia Henriëtte van Oostenrijk-Este. 
Op 1 mei 1900 trouwde ze met Lodewijk Gaston van Saksen-Coburg-Gotha, een zoon van Augustus van Saksen-Coburg-Gotha en diens vrouw Leopoldina van Bragança.
Het paar kreeg twee kinderen:
- Anton (1901-1970)
- Maria Immaculata (1903-1940)

Mathilde stierf jong, aan een longaandoening, terwijl ze aan het kuren was in Davos.
- Gemeinsame Normdatei: 128693355
- International Standard Name Identifier: 0000 0003 9360 4657
- Nederlandse Thesaurus van Auteursnamen: 068855753
- Virtual International Authority File: 287959651
- WorldCat: E39PBJrmdckvwQ9vtw6FXKPCwC